# Beyond a Steel Sky
Beyond a Steel Sky est un jeu vidéo d'aventure de science-fiction cyberpunk développé par Revolution Software. C'est la suite de Beneath a Steel Sky, un jeu d'aventure pointer-cliquer créé en 1994.
Dix ans après les événements du premier jeu, le protagoniste Robert Foster revient à Union City. Le PDG de Revolution Studios, Charles Cecil, a déclaré que le jeu examinait comment une IA interpréterait une directive principale pour rendre les gens heureux. 
Beyond a Steel Sky a été développé en utilisant Unreal Engine 4 Il a été publié le 26 juin 2020 sur le service d'abonnement Apple Arcade, et le 16 juillet 2020 sur Steam.

## Accueil
Dark Station a fait l'éloge du jeu en affirmant: "Beyond a Steel Sky est à bien des égards respectueux des traditions de genre mais avec une sagesse et une présentation modernes. Le jeu peut être apprécié sans connaissance préalable de Beneath a Steel Sky mais évidemment, il a beaucoup de clins d'œil doux à son prédécesseur".
GameGrin l'a décrit comme «une aventure fantastique avec parfois des énigmes de flexion du cerveau qui restent remarquablement fidèles au jeu original. Quelques problèmes techniques mineurs gâchent légèrement l'expérience, mais c'est un excellent retour pour Foster et Joey". PC Invasion a écrit que "Beyond a Steel Sky a quelques problèmes techniques, mais son excellente écriture et sa narration intéressante en valent la peine".